# 穆奇福
穆奇福，是匈牙利托尔瑙州所辖的一个村，总面积12.75平方公里，总人口404，人口密度31.7人/平方公里（2010年1月1日）。